# 教皇首位説
教皇首位説（きょうこうしゅいせつ）とは、ローマ・カトリック教会の教理のひとつで、教会の規律と統治に関する問題および信仰と道徳に関する教義の問題の裁治権は、教皇の持つ使徒座の権威に首位があるという説。特に公会議よりも首位があるという説を意味し、公会議が優越するという公会議主義を否定する。また、殊に最高裁判官としての使徒座による判決は再審査できない。
この説は、フェラーラ・フィレンツェ公会議（バーゼル公会議、1431 - 45年）で確定され、第1バチカン公会議（1869-70年）で追認された。この際、後者に反発するグループが復古カトリック教会を形成した。
この説は、マタイによる福音書16章18、19節などを根拠として主張されている。この聖句の解釈を巡っては、カトリック教会とプロテスタント諸教会との間で見解が分かれている。
なお、正教会は教皇首位権を認めずこれが東西教会の分裂の原因の一つになったが、名誉上はローマの総主教が古代の五総主教座の首位であることを認めていた。しかし、ローマ教皇の権限の範囲を巡ってローマ・カトリック教会と東方正教会の間に論争があり、これは現在も東西教会の分裂が続く最も大きな要因の一つとなっている。